# Polygrammodes hintzi
Polygrammodes hintzi is een vlinder uit de familie van de grasmotten (Crambidae), uit de onderfamilie van de Spilomelinae. De wetenschappelijke naam van deze soort is voor het eerst voorgesteld door Embrik Strand in een publicatie uit 1911.
De soort komt voor in Kameroen.